# Nikt nie woła (album)
Nikt nie woła – trzeci album Ryszarda Sygitowicza, wydany w 1989 roku, nakładem wydawnictwa Polskie Nagrania „Muza”.

## Lista utworów
Strona A
1. „Z polnej na autostradę” – 4:25
2. „Czarny matecznik” – 6:11
3. „Nikt nie woła” – 4:10
4. „Nadmiar” – 4:27

Strona B
1. „7+” – 5:56
2. „Milczące wodospady” – 8:36
3. „B.W.P” – 4:05

## Autorzy
- Ryszard Sygitowicz – gitara elektryczna i akustyczna, Yamaha RX-5, Yamaha BX-81, Roland D-50, S550 Sampler, JX-10 Super, MKS-50, automaty perkusyjne ALESIS HR-16
- Jolanta Jaszkowska – śpiew

Realizacja nagrań: Mikołaj Wierusz, Studio Malachitowa. Muzyka: Ryszard Sygitowicz.